# Humphrey Trevelyan
Humphrey Trevelyan, Baron Trevelyan, KG, GCMG, CIE, OBE (* 27. November 1905; † 9. Februar 1985) war ein britischer Diplomat und Autobiograph. Als letzter britischer Hochkommissar verließ er am 20. November 1967 die Kolonie Aden.
Trevelyan war von adliger Abstammung und besuchte das Lancing College, eine Privatschule, und danach das Jesus College der Universität Cambridge. Nach dem Studium trat er in den Staatsdienst und war bis zur indischen Unabhängigkeit 1947 in dieser Kolonie beschäftigt. Danach wechselte er in den Diplomatischen Dienst und begann seine Karriere in Peking. Danach war er von 1955 bis 1965 Botschafter in Ägypten, im Irak und in der Sowjetunion. 1967 wurde er Hochkommissar der Kronkolonie Aden, doch nachdem Großbritannien auf militärischen Druck der von der Bevölkerung unterstützten Nationalen Befreiungsfront (NLF) hin die Unabhängigkeit für 1968 angekündigt hatte, musste er, als die Lage nicht mehr unter Kontrolle war, das Land am 20. November 1967 in einem Flugzeug nach London vorzeitig verlassen.
Am 12. Februar 1968 wurde er als Life Peer mit dem Titel Baron Trevelyan, of Saint Veep in the County of Cornwall, in das House of Lords aufgenommen.
Er hat mehrere Bücher über seine Karriere geschrieben.

## Veröffentlichungen
- The Middle East in revolution (1971)
- India we left (1972)
- Diplomatic Channels (1973)
- Public and Private (1980)